# 奧斯特塞恩湖
47°47′25″N 11°18′15″E / 47.79027°N 11.30417°E

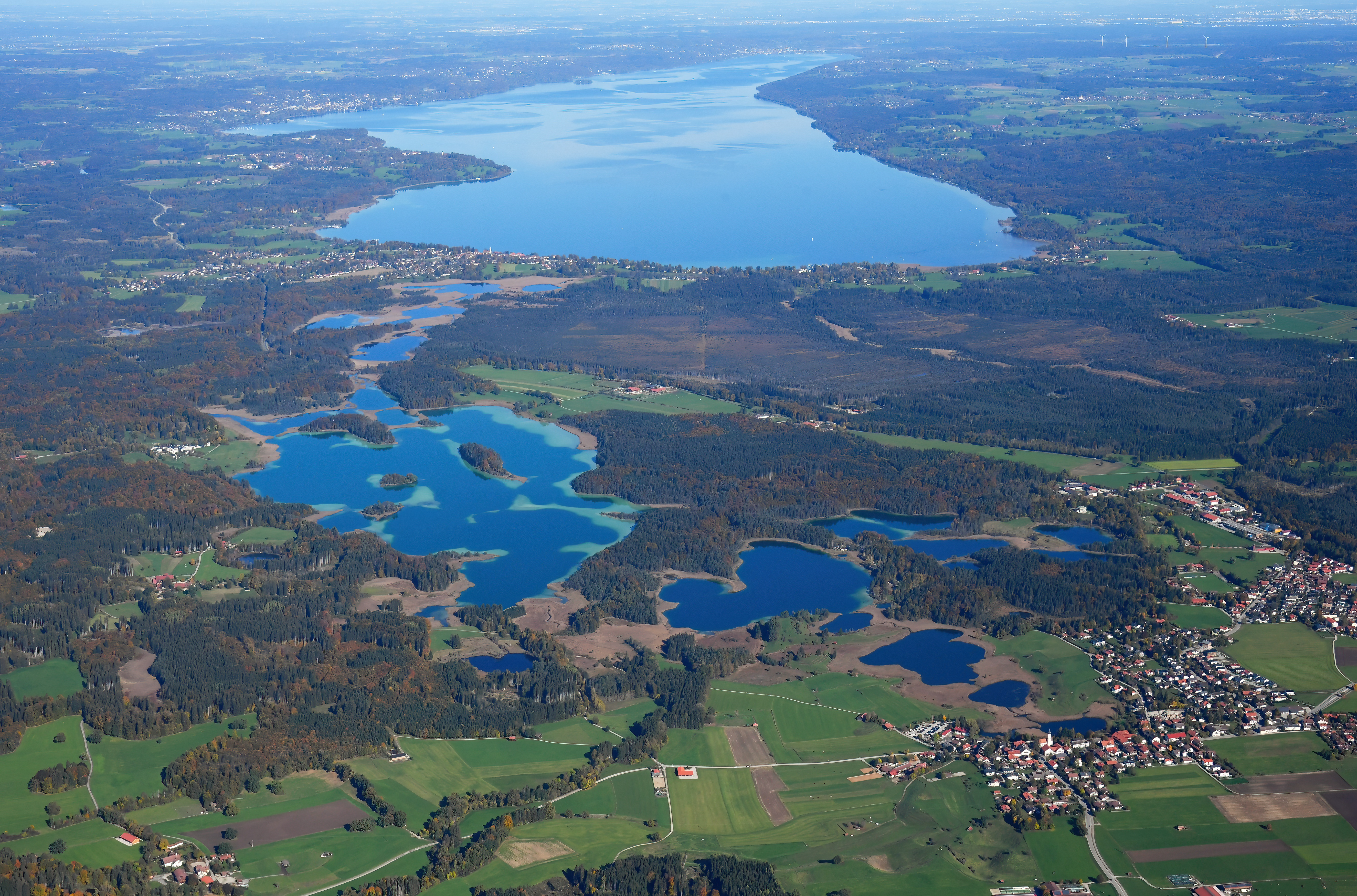

奧斯特塞恩湖（德語：Osterseen），是德國的湖泊，位於該國東南部，由巴伐利亞負責管轄，長5.2公里、寬1公里，面積2.2平方公里，海拔高度588米，平均水深9米，最大水深30米，水體容量2,098萬立方米。